# 2025年布特拉高原天然气爆事故
2025年4月1日，马来西亚雪兰莪梳邦再也布特拉高原发生重大工业事故。国油（Petronas）运营的天然气管道发生泄漏并引发爆炸及大规模火灾。事故发生时正值开斋节庆祝第二天清晨，火势绵延约500米，数公里外可见火焰。此次事件造成145人受伤，其中104人需住院治疗，周边居民区实施紧急疏散。

## 背景
布特拉高原是自1999年开发的规划城镇，混合住宅与商业区。事故涉及的500米天然气管道由国油子公司国油气体有限公司（Petronas Gas Berhad）运营，负责全国天然气输送基础设施。

## 事件经过
2025年4月1日上午8时10分（马来西亚标准时间），正值开斋节第二天，布特拉高原居民报告感受到地面震动，目击者称地下天然气管道发生破裂。气体泄漏后随即被引燃，引发沿500米管道蔓延的大规模爆炸与火灾。火焰高度达30米，温度约1000摄氏，数公里外可见，现场视频在社交媒体平台快速传播。
目击者报告称房屋结构与车辆遭受严重损毁，至少49间房屋受火灾波及。火势在初次引燃后持续至少三小时。

## 伤亡情况
事故导致145人受伤，伤者包括烧伤、呼吸道损伤及其他外伤。其中67人需住院治疗，49人在临时医疗点接受处理。
一名受害者因房屋天花板坍塌压毁车辆，导致左腿烧伤；另一居民称其女在逃离高温时足部受伤。多间邻近管道住宅在火灾中受损。
首相安华·依布拉欣宣布向损毁房屋每户发放5000令吉援助金，受伤者每人获2500令吉。

## 应急响应
消防部门于8时10分接获通报后迅速响应，雪兰莪消防及救援局同步开展人员救援与火灾扑救。国油技术人员关闭事故管道阀门，但残余气体仍持续燃烧。官方声明称火势需待管道内气体完全耗尽方可熄灭。
作为预防措施，布特拉高原、布特拉柏斯达丽及白蒲大道2公里处三座国油加油站暂时关闭，但未受火势直接影响。当局澄清仅主干管道受损。
紧急医疗服务在斯里玛哈卡里安曼庙设立临时医疗点，49人在此接受治疗，63名重伤者转送附近医疗机构。马来西亚卫生部派员提供急救，当地清真寺协助支援伤者。
周边居民疏散至布特拉高原清真寺临时救济中心。马来西亚民航管理局要求公众勿在灾区使用无人机以免干扰救援。

## 调查
马来西亚房屋及地方政府部长倪可敏确认已收到消防部门报告，表示将彻查管道故障原因。部长也指示雪兰莪消防局按程序展开调查。